# معاني القرآن وإعرابه (الزجاج)
معاني القرآن وإعرابه المسمى المختصر في إعراب القرآن ومعانيه، هو كتاب موضوعه إعراب القرآن الكريم وبيان معانيه، فقد أعرب فيه المؤلف جملًا كثيرة من ألفاظ القرآن الكريم وكذلك وضح المعاني الواردة في القرآن الكريم من خلال شرحه للآيات والألفاظ القرآنية. وقد صنّف الزجاج هذا الكتاب «معاني القرآن» وذكر أنه أراد منه أن يبين معانيه وإعرابه بالقصد الأول ومعرفة تفسيره بالقصد الثاني، لذلك تجد أكثر ما في الكتاب يتعلّق بالنحو واللغة والصرف مع الاستفادة مما ورد عن السلف في التفسير في ترجيح هذا القول أو ذاك.

## التعريف بالكتاب وطريقة مؤلفه فيه
قد يكون هذا الكتاب أهم آثار الزجاج، والاسم الكامل لهذا الكتاب هو "معاني القرآن وإعرابه" مما يؤذن أن إعراب القرآن قسم للمعنى في عمله، وفي المقدمة قال: هذا كتاب إعراب القرآن ومعانيه، فقدم الإعراب على المعنى، ونجده يؤكد ذلك مرة أخرى إذ يقول: وإنما نذكر مع الإعراب المعنى والتفسير، لأن كتاب اللَّه ينبغي أن يتبين ألا ترى أن اللَّه يقول (أَفَلَا يَتَدَبَّرُونَ الْقُرْآنَ) فحُضِضْنَا على التدبر والنظر، ولكن لا ينبغي لأحد أن يتكلم إلا على مذهب اللغة، أو ما يوافق نقلة أهل العلم" فالإعراب إذن مقصد أساسي للزجاج والمعنى ينبني عليه، وما لم يتوقف على إعراب ينقل ما قال المفسرون فيه، فيقول مثلا: والذي في التفسير، أو وقال المفسرون، فيكون عمله هو الرواية لا غير، ويختم عبارته بقوله: والله أعلم.
استغرق الزجاج في تأليف هذا الكتاب نحو ستة عشر عاماً، بدأ يميله سنة 285هـ وانتهى منه 301هـ، لم تُذكر راوية للكتاب ولا سبب لتأليفه، ولعله فعل ذلك قربى إلى الله تعالى، أو إجابة لرغبة بعض تلاميذه.

## نبذة عن المؤلف
الزَّجَّاج (241–311هـ = 855–923م) هو إبراهيم بن السري بن سهل، أبو إسحاق الزجاج: عالم بالنحو واللغة. ولد ومات في بغداد.
كان في فتوته يخرط الزجاج ومال إلى النحو فعلمه المبرد. وطلب عبيد الله بن سليمان (وزير المعتضد العباسي) مؤدبا لابنه القاسم، فدله المبرد على الزجاج، فطلبه الوزير، فأدب له ابنه إلى أن ولي الوزارة مكان أبيه، فجعله القاسم من كتابه، فأصاب في أيامه ثروة كبيرة. وكانت للزجاج مناقشات مع ثعلب وغيره. من كتبه (معاني القرآن – خ) [ثم طُبع]و (الاشتقاق) و(خلق الإنسان – ط) و(الأمالي) في الأدب واللغة، و(فعلت وأفعلت – ط) في تصريف الألفاظ و(المثلث – خ) في اللغة، مهيأ للنشر في بغداد، و(إعراب القرآن – ط) ثلاثة أجزاء. ويلاحظ أن في خزانة الرباط (333 أوقاف) مخطوطة على الرق كتبت سنة 382 – 387 في 54 جزءا، جمعت في عشرة مجلدات، ورد اسمها بلفظ (مختصر إعراب القرآن ومعانيه) وعلى الجزء التاسع عشر (معاني القرآن وإعرابه) وفي النسخة نقص في بعض الأجزاء.

## منهج الزجاج في تفسيره وإعرابه
يبدأ عقِب ذكر الآية القرآنية، باختيار ألفاظ منها ليحللها على طريقته هو في الاشتقاق اللغوي، فيذكر أصل الكلمة والمعنى اللغوي الذي تدل عليه، ثم يورد الكلمات التي تشاركها في حروفها أو بعضها ليردها جمعيا إلى اصل واحد، ويستشهد على رأيه بما يؤيده من كلام العرب شعراً أو غير شعر، وقد يستطرد فيشرح الامثلة التي يستشهد بها ثم يعود لإعراب الآية إن كان فيها ما يحتاج إلى إعراب، وفي هذا المقام يناقش النحويين الآخرين فيرد رأيهم أو ربّما يؤّده، وفي هذا الصدد يورد قراءات اللغويين، وهي غالبا قراءات شاذة مما وراء العشرة، كما يورد القراءات المشهورة ليبين المعنى على هذه القراءات فيقبله أو يرده، وقد يقف عند حرف من حروف اللغة مثل (لن) أو (بل) أو (لا)... فيشرحه شرحاً نحوياً حتى يستوفيه ثم يقول: فهذا جميع ما قال النحويون في هذا.
ومن منهجه أنه لا يلتفت كثيراً إلى ذكر أسباب نزول الآيات، ولكنه لا يغفله عندما يدعو الأمر إلى ذلك، كما يستعين أيضا بالأحاديث ووقائع التاريخ، ولكن هذه كلها مكملات ثانوية بجانب المقصد الأهم وهو الشرح اللغوي، ويعنى الزجاج بتفسير القرآن بالقرآن، فيستشهد على المعنى الذي يشرحه في آية بما يذكر في آية أخرى قد تكون أصرح وأبين مما تدل عليه الآية التي يشرحها، وهو في هذا الصدد قوي بارع واستشهاداته قوية في دلالتها على ما يريد.
ألف أبوعلي الفارسي –تلميذ الزجاج- كتابا في نقد معاني القرآن سماه «الإغفال»، ولكن نقده لا يرجع إلى نقد التفسير، وإنما يرجع إلى معارضة في علل نحوية.
- اهتم الزجاج في كتابه معاني القرآن باللغة بطرق مختلفة، وهذه بعض النماذج التي توضح الطريقة التي جرى عليها المصنِّف في تفسيره:

أولا: أن يذكر الكلمة ومعناها فقط:
فمثلا في قوله تعالى ﴿وَكُلَا مِنْهَا رَغَدًا حَيْثُ شِئْتُمَا﴾ [البقرة:35]. قال الزجاج: الرغَدُ الكثيرُ الذي لا يُعَنيك.
ثانيا: ان يأتي بالكلمة ومعناها واشتقاقها:
ومنه ما ورد في قوله تعالى: ومعنى ﴿وَمَا يَذَّكَّرُ إِلَّا أُولُو الْأَلْبَابِ ۝٢٦٩﴾ [البقرة:269].
أي ما يفكر فكراً يذكر به ما قص من آيات القرآن إلا أولو الألباب، أي ذَوُو العُقول؛ وواحد الألبَاب لُب، يقال قَد لَبِبْتَ يا رجُل وأنت تَلَب، لَبَابَة ولُبًّا، وقرأتُ على مُحمد بن يزيدَ عن يونس: لَبُبْت لَبَابَةً، وليس في المضاعف على فَعُلْتُ غيرُ هذا، ولم يروه أحد إلا يونسَ، وسألت غير البصريين عنه فلم يَعْرفْهُ.
ومنه أيضا ما جاء في قوله تعالى: ﴿اللَّهُ لَا إِلَهَ إِلَّا هُوَ الْحَيُّ الْقَيُّومُ ۝٢﴾ [آل عمران:2]. ومعنى (الْقَيُّومُ): القائمُ بِتَدْبير جميع ما خَلَقَ من إحياءٍ وإنشاءٍ ورَزْقٍ ومَوْتٍ.
وأصل قيوم قَيْوُوم، إلا أن الياء إذا سَبَقت الواو بسُكونٍ قُلبَتْ لها الواو، وأدغمت الياء فيها وكذلك القيَّام أصله الْقَيْوَام، ومعنى الكتاب ما كتب يقال للقرآن كتاب لأنه يُكتَبُ، ومعنى يكتب في الَلغة يجمع بعضه إلى بعض، والكُتْبَةُ في اللغة الخَرْزة وجمعها كتب والكتيبة القطعة من الجيش العظيمة، إِنما سميت لاجتماع بعضها إلى بعض.
ثالثا: أن يأتي بالكلمة ويفسرها بنظيرها في القرآن:
فمثلا عند قوله تعالى: ﴿وَلَقَدْ عَلِمْتُمُ الَّذِينَ اعْتَدَوْا مِنْكُمْ فِي السَّبْتِ﴾ [البقرة:65]، قال الزجاج: معنى (علمتم) هنا عرفتم، ومثله قوله عز وجل ﴿لَا تَعْلَمُونَهُمُ اللَّهُ يَعْلَمُهُمْ﴾ [الأنفال:60]. ومعناه لا تعرفونهم اللَّه يعرفهم.
رابعا: أن يأتي بمعنى الكلمة ويستشهد بالشعر:
ومنه ما جاء في قوله تعالى: ﴿وَمَنْ يُهَاجِرْ فِي سَبِيلِ اللَّهِ يَجِدْ فِي الْأَرْضِ مُرَاغَمًا كَثِيرًا وَسَعَةً﴾ [النساء:100]، قال الزجاج: معنى مراغم معنى مهاجرُ، المعنى يجد في الأرض مُهاجراً، لأن المهاجر لقومه والمراغم بمنزلة واحدة، وإن اختلف اللفظان، وقال الشاعر:
إِلى بلد غير داني المحل... بعيد المراغَمِ وَالمُضْطَرَب -.
- للزجاج منهج سار عليه في القراءة، يعتقد أن ليس كل ما جاء في كلام العرب واردا في القرآن، وذلك لأن الكلمة لها عدة أوجه في العربية، والقرآن الكريم جاء بالأوجه العلى للكلمة، ومع ذلك فإن القراءة مشروطة بالرواية والتلقي، والزجاج يؤكد على أن لا يؤخذ بالوجه الذي لم ترد به رواية، وإن لم يخالف رسم المصحف، لأن القرآن سنة متبعة، والأمثلة على ذلك كثيرة منها:

قال الزجاج في قوله تعالى ﴿وَجَاعِلُ الذِينَ اتَبَعُوكَ فَوْقَ الَّذِينَ كَفَرُوا﴾. القِرَاءة: بطرح التنوين، والتنوين جائز، ولكن لا تقرأ به إلا أن تكون ثبتت بذلك رواية.
قال الزجاج في قوله تعالى: ﴿اللَّهُ لَا إِلَهَ إِلَّا هُوَ الْحَيُّ الْقَيُّومُ ۝٢﴾ [آل عمران:2]. فَأما (الْقَيَّومُ) فقد روي عن عُمَرَ وابنِ مَسْعود جميعاً أنهُمَا قرءَا (القيَّام)، وقد رويت (الْقَيِّمُ)، والذي ينبغي أنْ يُقرأ ما عليه المصحف، وهو القيوم بالواو، والقيِّمُ أيضاً جيد بالغ كثيرَ في العربية، ولكن القراءَةَ بخلاف ما في المصحف، لا تجوز، لأن المصحفَ مجمع عليه، ولا يعارض الإجماع برواية لا يعلم كيف صحتُها.

## من مزايا الكتاب
حسن بيانه الذي يشبه طريقة الإمام الطبري ويشبه طريقة المبرّد، ويبدو أنه قد أخذ حسن البيان من شيخه المبرّد، ولذلك تجده يشرح المسائل العلمية شرحًا يثلج الصدور ويقرّب البعيد.
ومن مزاياه أيضًا أنه مجتهد في التعبير عن الألفاظ اللغوية بطريقة حسنة السمت ولا يعتمد في ذلك فقط على المنقول المروي، وقد ساعده على ذلك مذهبه في علم الاشتقاق وتوسّعه في هذا العلم لأنه يرى أن تصاريف المادة كلها لا بد أن ترجع إلى معنى واحد مشترك يجمع بين هذه التصاريف.